# Corps Flaminea
Corps Flaminea Leuven is een academische, democratische, kleurdragende, mensuurvechtende en internationale studentenvereniging te Leuven met tolerantie- en levensbondprincipe voor heren studenten.

## Leuven: de studentikoze bakermat van Vlaanderen
De reeds in 1425 opgerichte Universiteit van Leuven geldt ongetwijfeld als dé bakermat van het Vlaamse studentenverenigingsleven, dat evenwel pas in het begin van de 20ste eeuw veel van zijn tradities heeft geput uit de Duitse studentikoziteit, dit laatste niet in het minst geïnspireerd door de opvoering in 1907 van het toneelstuk Alt-Heidelberg (in 1927 verfilmd als The Student Prince in Old Heidelberg en later nog eens als The Student Prince (1954)).
Hieruit ontstonden vele soorten studentikoze verenigingen, aanvankelijk uitsluitend regionale jongensclubs, maar later ook meisjes- of gemengde clubs, politieke en/of religieuze verenigingen met studentikoze inslag, etc.
Corps Flaminea Leuven ontstond als reactie op het louter bacchanale karakter van de regionale jongensclubs.
Enkele clubstudenten maakten in juni 1989 in Heidelberg kennis met de Duitse bron van het Leuvense studentenleven en keerden terug met de drang het "clubleven" in Leuven op eenzelfde niveau als dat van het origineel te krijgen.
Dergelijke pogingen werden in de geschiedenis van het Leuvense clubleven weliswaar reeds eerder ondernomen, maar bleken steeds vruchteloos.

## Oprichting
Bij de aanvang van het academiejaar 1989-1990 verzamelden voormelde "Heidelbergers" een 15-tal geïnteresseerden en op de avond van 18.XI.1989 werd in een kroeg op de Vismarkt de modelclub "Flaminea-Teutonia" opgericht.
"Flaminea" verwijst naar de Vlaamse context en "Teutonia" naar de Duitse origine der tradities, maar na een 3-tal maanden werd besloten tot "Corps Flaminea".

## Principes
Corps
De corps (niet te verwarren met de Nederlandse "corpora") zijn de oudste vorm van vandaag nog bestaande studentenverenigingen (Corps Guestphalia Halle (D) werd opgericht in 1789).
Flaminea
Traditioneel verenigden corps studenten uit eenzelfde regio. Flaminea verwijst naar Vlaanderen. De leden van Corps Flaminea worden daarom "Flamen" genoemd, ook al zijn het niet allemaal Vlamingen.
Academisch
Corps Flaminea aanvaardt uitsluitend studenten die een academische opleiding volgen of beogen en betracht het "examenprincipe": wie zijn academisch diploma niet haalt, kan geen lid blijven.
Flamen halen hogere slaagpercentages dan de gemiddelde Leuvense student en verwerven vaak twee of nog meer academische diploma's. Het aantal doctores (op proefschrift) ligt ver boven het academisch gemiddelde.
Democratisch
Beslissingen over het dagdagelijkse reilen en zeilen worden democratisch met een gewone meerderheid gestemd tijdens het "corpsconvent", waarin uitsluitend studenten zetelen.
Fundamentelere kwesties worden met een bijzondere meerderheid beslecht in een "algemeen convent", waaraan naast studenten ook oud-studenten deelnemen.
Kleurdragend

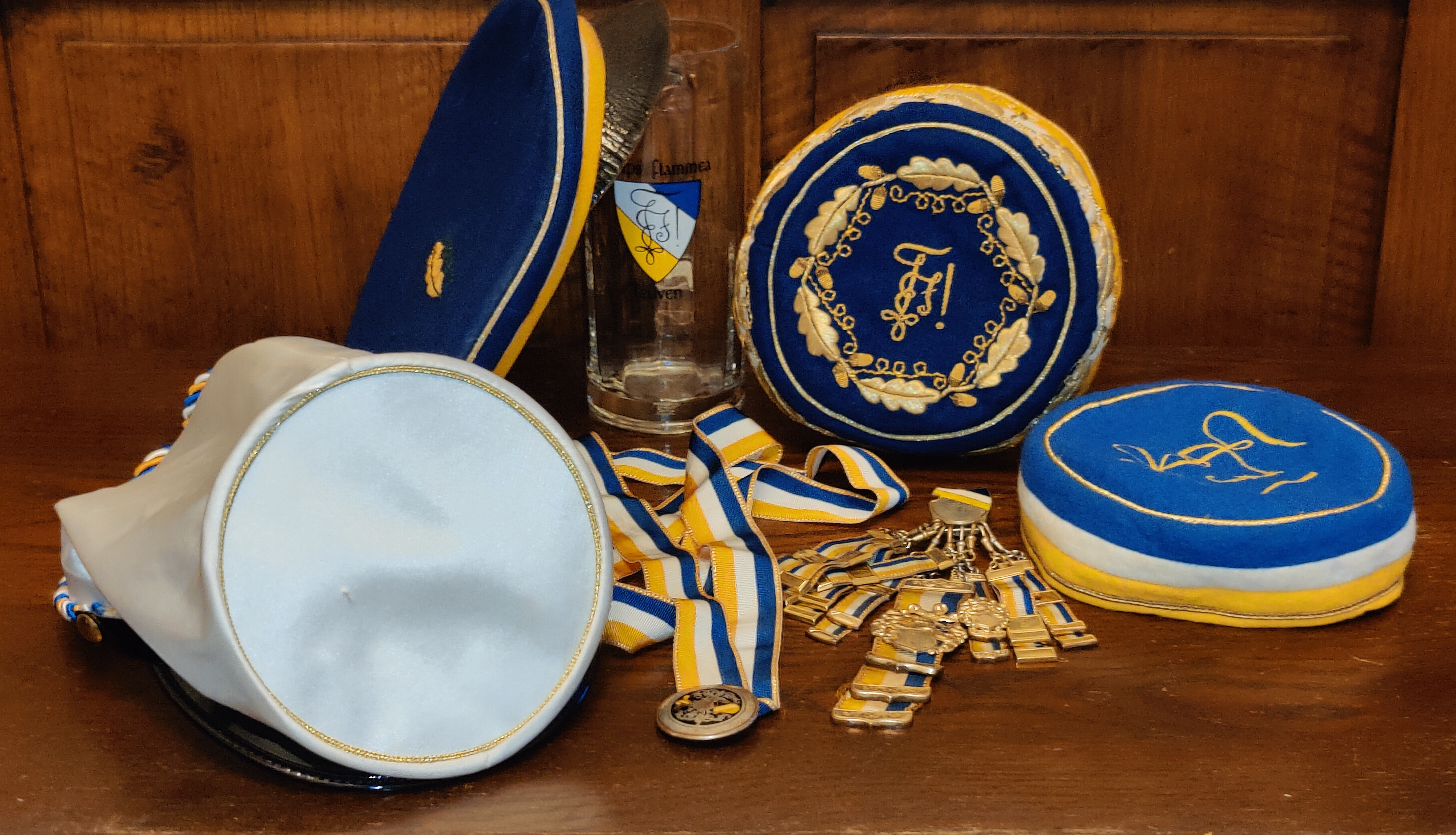
v.l.n.r. : Stürmer, pet, bierkroes, cerevis en tonnetje met in het midden lint (met bandknop) en zipfels

Corpsstudenten "bekennen kleur" en getuigen van hun corpslidmaatschap door het dragen van pet en lint in de kleuren van hun vereniging.
"Flamen" dragen allen een blauwe pet met blauw-wit-gele rand en een blauw-wit-geel lint over de rechterschouder. Een schacht (studenten) draagt een blauw-wit-blauw lint.
Het staat elke "Flame" vrij in het zomersemester een witte Stürmer te dragen en een "in-actieve" (d.i. een corpsbroeder die aan al zijn verplichtingen voldeed, maar nog geen "filister" (zie verder) is) mag in het corpshuis voor een tonnetje kiezen.
De cerevis is voorbehouden voor de ereleden.
De kleuren kunnen ook nog voorkomen in andere voorwerpen, zoals bandknop, zipfel, kneipjacke, pekesche (Vollwichs), degenkorf, vlag, speldje, kroezen, etc.
Mensuurvechtend

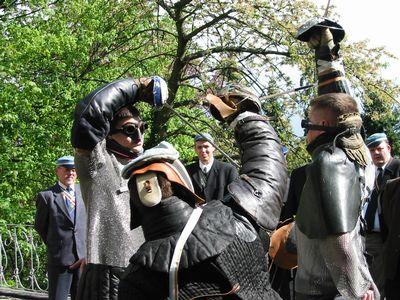
C! Flaminea vs. B! Libertas

Typisch voor corps is dat zij zich bekennen tot de Mensuur (studentenduel).
Elke "Flame" moet twee "partieën" vechten, een eerste keer als schacht en later, na de ontgroening, een zgn. "burschenpartie".
Bij een "partie" staan de twee paukanten op een vaste afstand (de mensuur) en bekampen elkaar met een houwdegen volgens strenge regels en onder toezicht van een "onpartijdige". Zij dragen daarbij beschermende kledij, maar hoofd en gezicht blijven vrij. Ogen, neus en gehoorgangen worden afgedekt door een "mensuurbril".  De paukanten worden bijgestaan door een "sekondant", die tussenkomt bij een eventuele onregelmatigheid.
Het gaat hierbij niet echt om een duel (sensu stricto), maar om een moedproef waarbij kampers van eenzelfde niveau voor elkaar worden "bestemd" (vandaar "bestimmungspartie").
Tolerant
Corps voeren het tolerantieprincipe hoog in het vaandel : studenten zijn welkom ongeacht hun religieuze, nationale, etnische, culturele, raciale, politieke, etc. achtergrond.
Zo mocht Corps Flaminea naast Vlamingen ook reeds leden verwelkomen uit Australië, China, Duitsland, Nederland, Oostenrijk, Slovakije, Spanje, Verenigde Staten, Wallonië, Zweden en Zwitserland.
Levensbond
Na het afstuderen treden corpsstudenten het "filisterium" bij, d.i. de oud-studentenvereniging, en worden ze een "filister" die het corps met raad en daad (dat laatste vooral financieel) ondersteunt.
Internationaal
Na eerder in 2014 een vriendschapsverdrag te hebben gesloten met Corps Nassovia Würzburg werd Corps Flaminea op 2.VI.2017 als eerste en tot op heden enige niet-Duitstalige corps toegelaten tot het Kösener Senioren-Convents-Verband dat 103 corps verenigt in 42 universiteitssteden in België, Duitsland, Hongarije, Oostenrijk en Zwitserland.
Als oud-corpsstudent kan elke afgestudeerde Flame quasi overal in de wereld (althans in de grootste steden) terecht bij een lokale afdeling van oud-corpsstudenten. 

## Corpshuis en enkele typische corpsactiviteiten

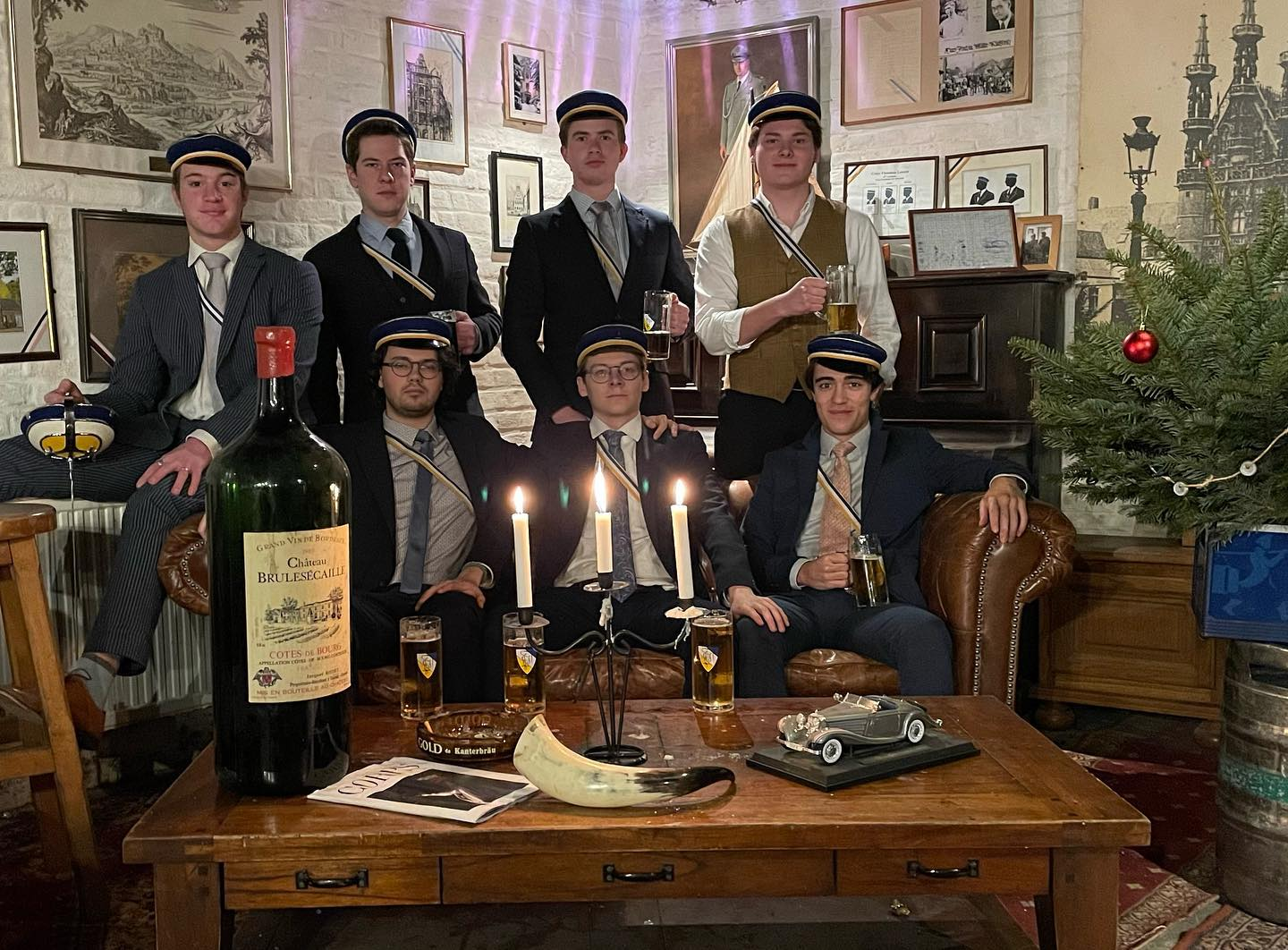
het corpsconvent poseert in de salon

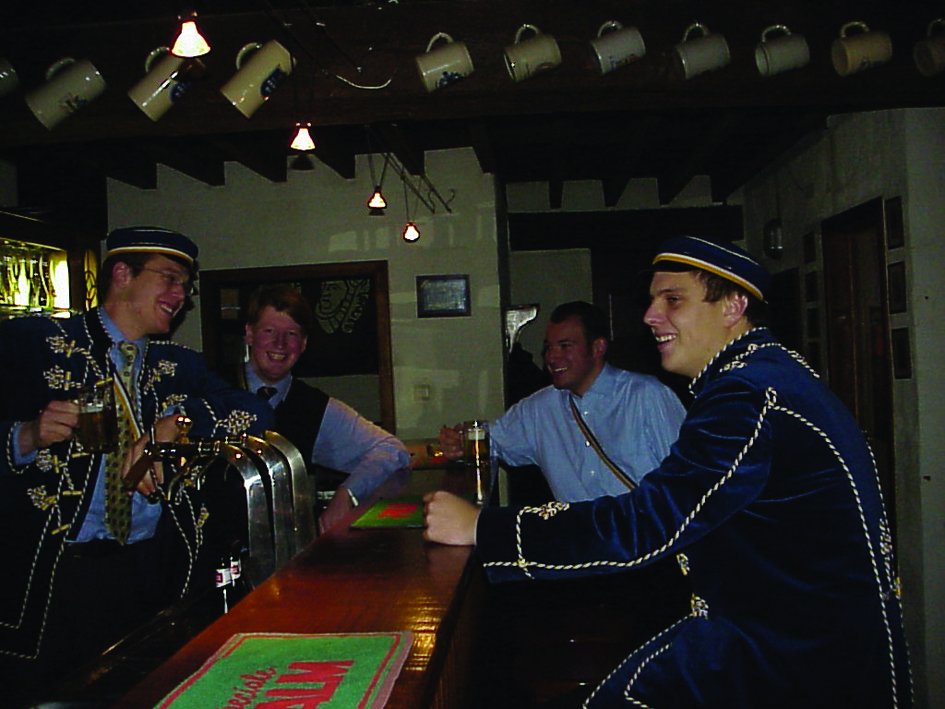
aan de toog met pet en kneipjacke

De meeste activiteiten vinden plaats in het corpshuis.
Tijdens het wekelijkse corpsconvent zakken de actieve "Flamen" prettig weg in de chesterfields in de salon en aansluitend kan een glas worden genuttigd aan de toog.
Een eigen huis is wel héél uitzonderlijk voor een studentenvereniging in Vlaanderen, maar voor een corps noodzakelijk, zeker omwille van de mensuur. 

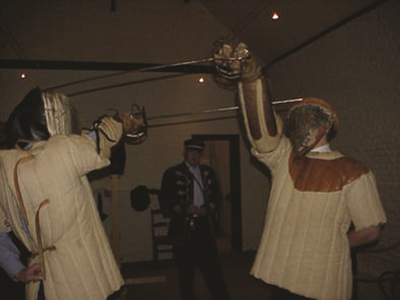
contrapauken

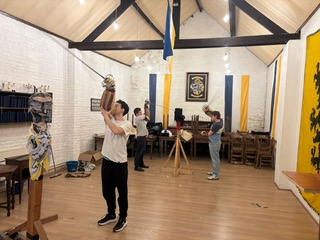
pauken op fantoom

Vermits Corps Flaminea de mensuurplicht aanhangt, moet er vlijtig worden geoefend en dus meermaals per week "gepaukt", zoals oefenen voor de mensuur wordt genoemd.
Na specifieke krachtoefeningen worden de verschillende slagen aangeleerd op een "fantoom" (d.i. een soort oefenpop).  De aangeleerde houwen en tactieken worden daarna tegen elkaar met de nodige bescherming in de praktijk gebracht, "contrapauken" genoemd.
Het spreekt voor zich dat dit alles de nodige ruimte en vooral vrije hoogte vereist.

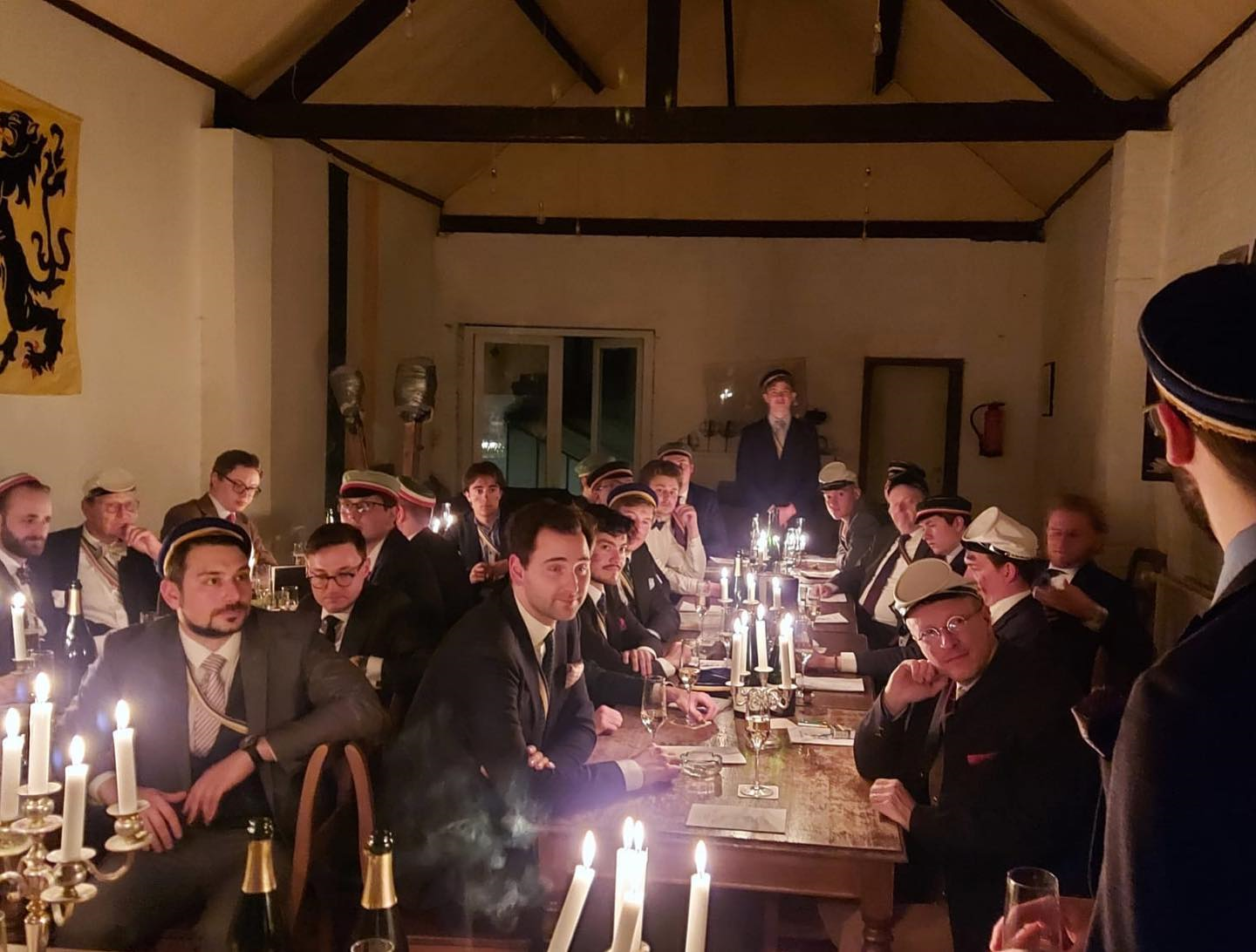
cantus

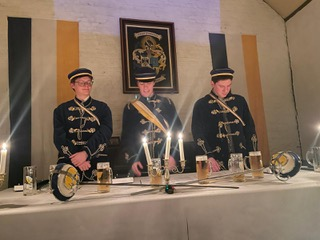
het hoog-praesidium in pekesche tijdens de "dies natalis"-cantus

Dé studentikoze klassieker blijft natuurlijk de cantus, zoals voor vast alle studentenverenigingen in Vlaanderen.
Een drietal keer per semester komen de Flamen bij elkaar om bij een glas bier (behalve, vanzelfsprekend, op de jaarlijkse champagnecantus) te zingen, speechen en gewoon gezellig  bij te babbelen.

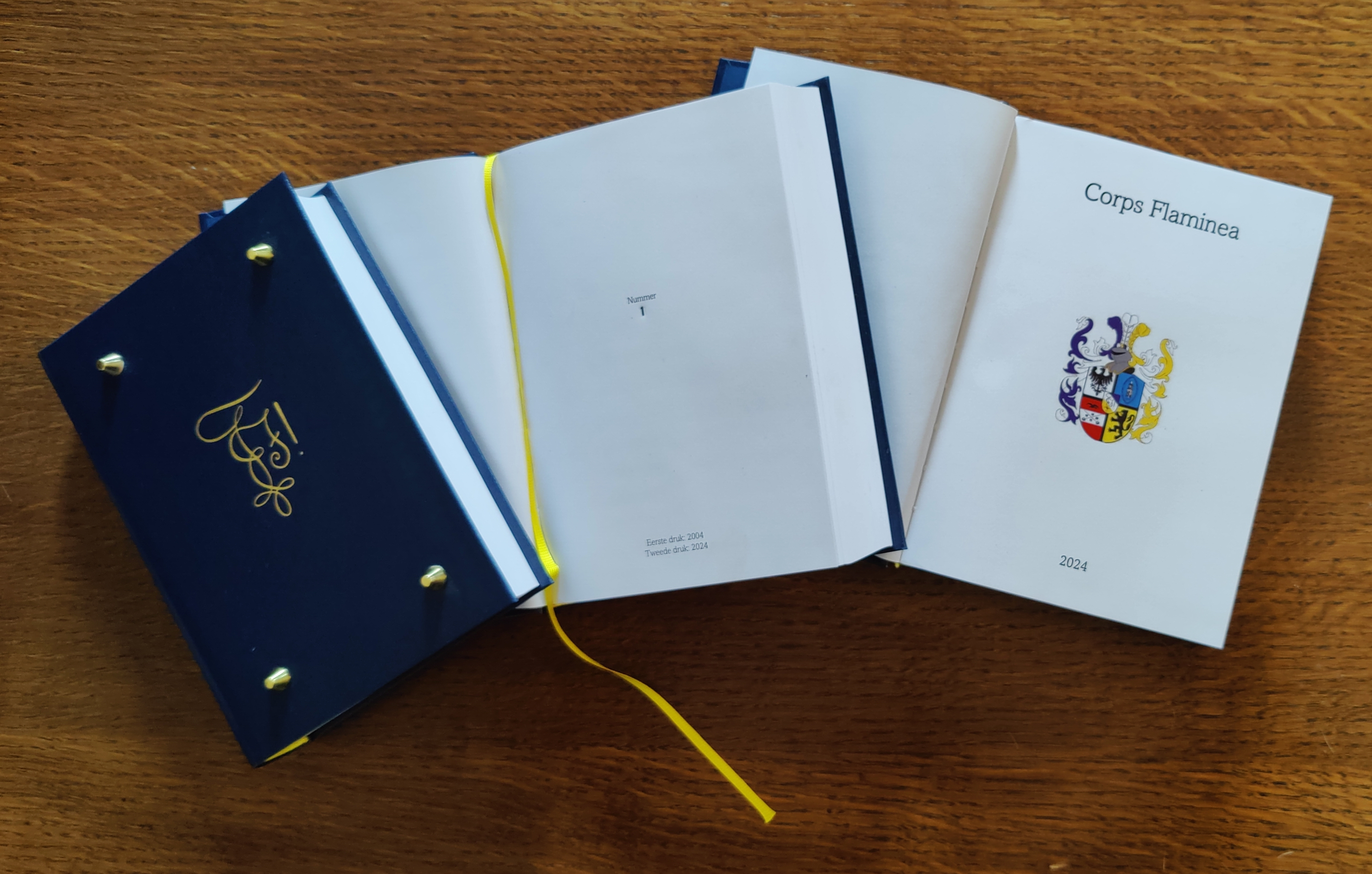
liederbundel

Een cantus verloopt bij Corps Flaminea evenwel erg anders dan bij de doorsneeclub...
Zowel studenten in een kneipjacke als oud-studenten in pak ontmoeten elkaar bij kaarslicht en volgens een strikt stramien in de eigen cantuszaal zonder dat zo'n intergenerationeel deelnemersveld studentikoze leute en een respectabel bierverbruik in de weg staat.
Er wordt meer dan gebruikelijk bij andere studentenverenigingen aandacht besteed aan de kunst van de eloquentie en de redes worden afgewisseld met liederen uit de eigen liederbundel.
Na de cantus wordt steeds in een versterkende versnapering voorzien, waarna het "bierdorp" begint: nagenieten bij pot en pint in de salon of aan de bar.

## Enkele internationaal bekende Kösener corpsstudenten (selectie)
- Alois Alzheimer (Corps Franconia Würzburg) : ontdekker van de ziekte van Alzheimer
- Emil Adolf von Behring (Corps Guestphalia et Suevoborussia Marburg) : eerste Nobelprijswinnaar voor geneeskunde
- Otto von Bismarck (Corps Hannovera Göttingen) : kanselier en grondlegger Duits keizerrijk
- Gottlieb Daimler (Corps Stauffia Stuttgart) : ingenieur en grondlegger van het automerk Mercedes
- Heinrich Heine (Corps Guestphalia Göttingen) : dichter en schrijver
- Karl Marx (Corps Palatia Bonn) : auteur van Das Kapital en Manifest der Kommunistischen Partei
- Wilhelm II van Duitsland (Corps Borussia Bonn) : Duitse keizer
- Peter Yorck von Wartenburg (Corps Borussia Bonn) : terechtgestelde samenzweerder tegen Adolf Hitler